# Medalla de la Victòria 1914-1918 (Regne Unit)
La Medalla de la Victòria 1914-1918 (anglès:Victory Medal 1914-18), també anomenada Medalla de la Victòria Aliada, és una medalla de campanya britànica, el disseny bàsic de la qual i el galó és comú per Bèlgica, Cuba, Txecoslovàquia, França, Grècia, Itàlia, Japó, Portugal, Romania, Siam, la Unió Sud-africana i els Estats Units. La proposta va néixer del Mariscal francès Ferdinand Foch, comandant suprem de totes les forces aliades durant la I Guerra Mundial. El disseny de la medalla només varia al Japó i a Siam, on el concepte de la Victòria alada no és culturalment rellevant.
Era atorgada al personal que serví a qualsevol teatre de guerra de la I Guerra Mundial i presumiblement prengués part en la lluita o els serveis mèdics o logístics. Va seguir sent atorgada després de l'Armistici, per les forces britàniques que entraren en acció al nord de Rússia (fins al 12 d'octubre de 1919) i al Caspi (fins al 17 d'abril de 1919). També va ser atorgada als membres de la missió naval britànica a Rússia de 1919-1920 i per la neteja de mines al mar del nord entre l'11 de novembre de 1918 i el 30 de novembre de 1919.
Mai no s'atorgava sola, sinó que es feia o bé amb l'Estrella de 1914, l'Estrella de 1914-15 o amb la Medalla Britànica de la Guerra 1914-20. També podien rebre-la aquelles dones que havien servit com a infermeres o en altres forces auxiliars.
Tots aquells que van ser mencionats als despatxos podien lluir una fulla de roure sobre el galó de la medalla.

## Disseny

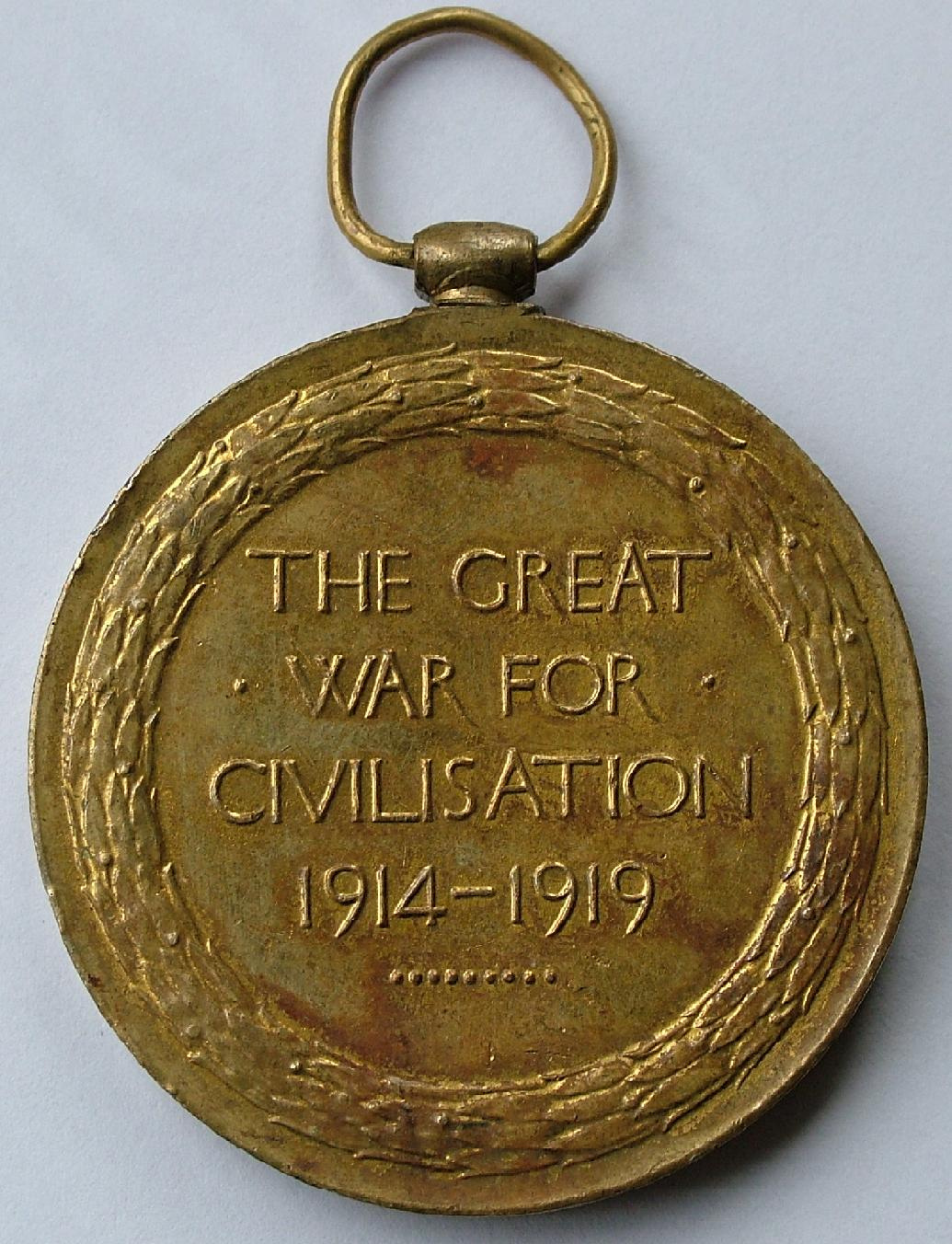
Revers

És una medalla de 36mm de diàmetre de coure, amb una capa de bronze. A l'anvers apareix la figura de la Victòria alada, amb el braç esquerre estès i el braç dret amb una palma. Al revers apareix la inscripció "THE GREAT / WAR FOR / CIVILISATION / 1914-1919" en 4 línies, envoltat per una corona de llorer. Penja d'una cinta de 39mm amb dos arcs de sant Martí, amb la franja vermella al centre.